# John Slaets
Jan „John“ Slaets war ein belgischer Radrennfahrer und nationaler Meister im Radsport.

## Sportliche Laufbahn
Slaets war Bahnradsportler und Teilnehmer der Olympischen Sommerspiele 1920 in Antwerpen. In diesem Zusammenhang gibt die Datenbank www.olympedia.org seinen Namen auch als Jan Verhoeven an.
Bei den Spielen startete er mit Léonard Daghelinckx als Partner im Tandemrennen. Beide blieben unplatziert. Im Sprint schied er in den Vorläufen aus. 
Slaets gewann 1908 einen Titel bei den nationalen Meisterschaften im Bahnradsport und zog sich danach für längere Zeit vom Radsport zurück. 1920 nahm er das Training wieder auf und wurde für die Olympischen Spiele nominiert. 
Er startete für den Royal Antwerp Bicycle Club.